# Klátova Nová Ves
Klátova Nová Ves és un poble i municipi d'Eslovàquia que es troba a la regió de Trenčín.

## Història
La primera menció escrita de la vila es remunta al 1293.

## Demografia
| Godina             | 1994 | 2004   | 2014   | 2024   |
| ------------------ | ---- | ------ | ------ | ------ |
| Nombre de persones | 1578 | 1571   | 1618   | 1596   |
| Diferència         |      | −0,44% | +2,99% | −1,35% |

| Godina             | 2023 | 2024   |
| ------------------ | ---- | ------ |
| Nombre de persones | 1589 | 1596   |
| Diferència         |      | +0,44% |